# Stegopygus
Stegopygus is een geslacht van uitgestorven zee-egels uit de klasse van de Echinoidea. Exemplaren van dit geslacht zijn slechts als fossiel bekend.

## Soort
- Stegopygus langeensis Devriès, 1966 †